# Hipermarketi Coop
Hipermarketi Coop è stata una società a responsabilità limitata di proprietà della Coop Consumatori Nordest, creata con lo scopo di gestire ipermercati a insegna Ipercoop in Croazia.

## Storia
Hipermarketi Coop è stata costituita nell'anno 2000 a Zagabria, con l'obiettivo di aprire un ipermercato nella capitale croata, il King Cross Jankomir, che è il più grande centro commerciale della Croazia, aperto nel settembre 2002. A questo primo obiettivo si passò ben presto ad un piano di sviluppo di maggior respiro: la presenza all'interno dei centri commerciali Emmezeta della Croazia, uno a Zagabria già operante e trasformato in Ipercoop nel marzo 2002 e due nuovi ipermercati nei centri commerciali Emmezeta a Osijek (centro commerciale Osijek) e a Spalato (centro commerciale Kastela), rispettivamente nell'ottobre 2003 e nel settembre 2004. 
L'assortimento era per la maggior parte croato ma erano presenti molti prodotti importati dall'Italia, compresi i prodotti a marchio Coop.
La società non ha mai conseguito utili d'esercizio, e nel corso del 2009 i 4 ipercoop croati sono stati ceduti a SPAR Austria (controllata indirettamente dall'italiana ASPIAG). L'accordo con Spar ha previsto che gli ipermercati mantengano l'insegna Ipercoop e la vendita dei prodotti a marchio Coop per la durata di un anno prolungabile. Questa proroga non c'è stata, dal momento che dal 2010 tutti gli ex Ipercoop croati hanno insegna Interspar.